# كالويان كوستادينوف
كالويان كوستادينوف (بالنرويجية البوكمول: Kaloyan Kalinov Kostadinov)‏ هو لاعب كرة قدم نرويجي، ولد في 18 يوليو 2002 في ساندنيس في النرويج.